# Richie Sambora

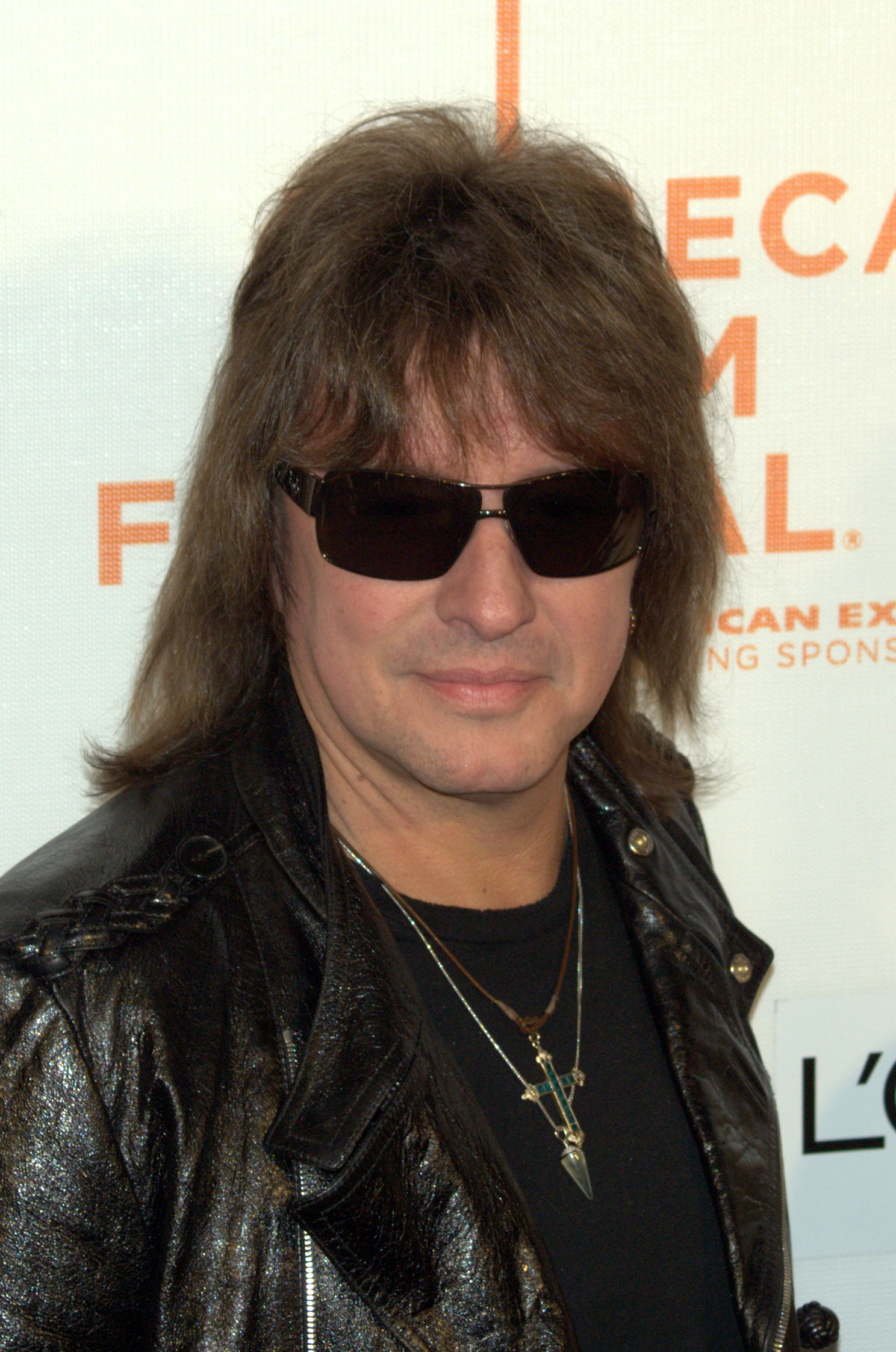
Richie Sambora

Richard Stephen (Richie) Sambora (Perth Amboy, New Jersey, 11 juli 1959) is een Amerikaans gitarist en zanger. Hij is bekend geworden door de band Bon Jovi, waar hij gitarist, achtergrondzanger en medeschrijver (van liedjes) was.
Richie Sambora staat bekend om zijn voorliefde voor gitaren. Zo bespeelt hij een dubbelhalsgitaar, een type vergelijkbaar met de Gibson Double Twelve. Ook bespeelt hij een Fender Stratocaster.
Tijdens een wereldtournee van Bon Jovi in 2013 kwam Sambora niet meer opdagen. Het laatste Bon Jovi-optreden waarbij Sambora meespeelde was tijdens Lubbock Texas.
Op 15 december 1994 trouwde hij met Heather Locklear. Samen hebben zij een dochter. Op 3 februari 2006 werd bekendgemaakt dat Locklear en Sambora gingen scheiden.

## Solodiscografie
- Stranger in this Town (september 1991)
- Undiscovered Soul (maart 1998)
- Aftermath of the Lowdown (september 2012)